# Jefferson (Iowa)
Jefferson is een plaats (city) in de Amerikaanse staat Iowa, en valt bestuurlijk gezien onder Greene County.

## Demografie
Bij de volkstelling in 2000 werd het aantal inwoners vastgesteld op 4626. In 2006 is het aantal inwoners door het United States Census Bureau geschat op 4366, een daling van 260 (-5,6%).

## Geografie
Volgens het United States Census Bureau beslaat de plaats een oppervlakte van 15,2 km², waarvan 15,1 km² land en 0,1 km² water.

## Plaatsen in de nabije omgeving
De onderstaande figuur toont nabijgelegen plaatsen in een straal van 20 km rond Jefferson.

## Geboren
- Loren Shriver (1944), astronaut